# 臺灣總督府氣象臺

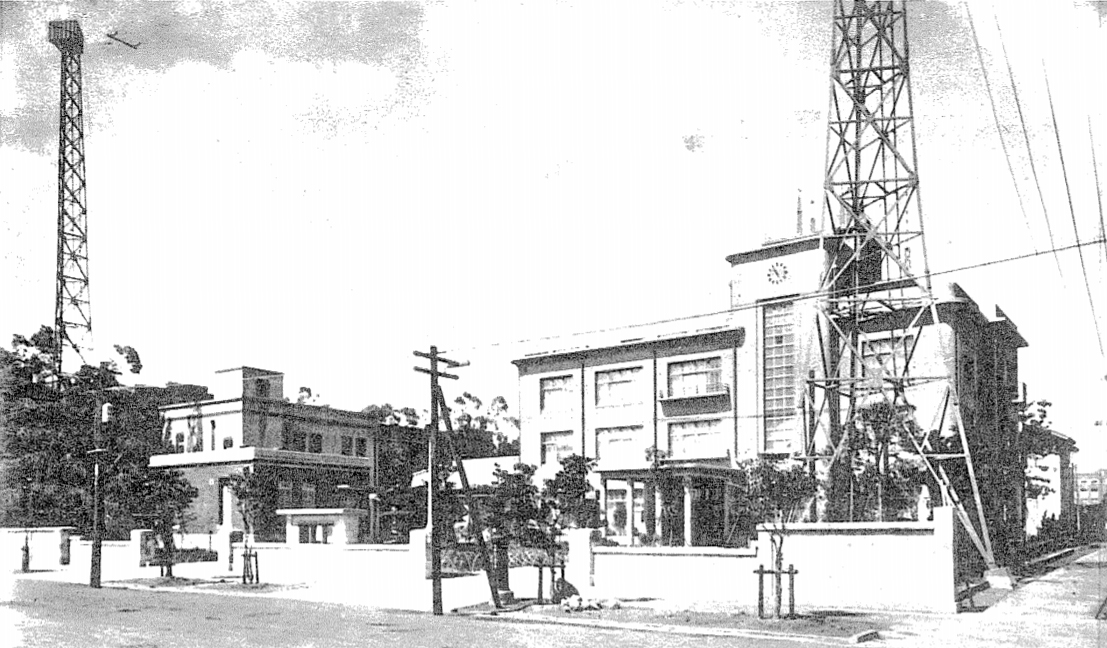
1938年落成的臺灣總督府氣象臺

臺灣總督府氣象臺，為臺灣日治時期統合各測候所及氣象事務的機關，隸屬於臺灣總督府，1938年由台北測候所升格而成，位於台北市文武町，現為交通部中央氣象署，戰前在其下管理多處測候所、出張所及其他小型觀測站。

## 沿革
台灣日治時期的氣象台設置，始自於1896年3月公布的「台灣總督府測候所官制」，1896年7月公布台北、台中、台南、恆春、澎湖五處測候所名稱與位置，並由台北測候所統籌全台氣象事業。測候所最初皆借用臨時房舍，之後才建造專門的氣象觀測建築。1901年設立台東測候所。除了觀測所，還有其他規模較小的觀測站，設在各燈塔、官廳、派出所、郵局等單位。1921年設置花蓮港測候所；1931年設立高雄海洋觀測所；1933年設立阿里山氣象觀測所。1934年，台北測候所改稱為台北觀測所；1938年8月4日，台北觀測所改建新的廳舍並升格為台灣總督府氣象台。1940年至1943年間，為了軍事上的天氣調查，在許多機場、離島、高山、海邊設置多處測候所。

## 組織
行政隸屬
- 1896年：隸屬台灣總督府民政局
- 1897年：隸屬台灣總督府民政部通信課
- 1901年：隸屬台灣總督府民政部海事課
- 1924年：隸屬台灣總督府總督官房內務局

人員編制
- 總督府氣象台
  - 各測候所
  - 天文台
  - 航空氣象課
  - 警報課
  - 總務課兼秘書、人事、會計
  - 調查科兼研究
  - 觀測科兼地震
  - 預報科

## 歷任首長

### 臺北測候所長
| 任次 | 肖像 | 姓名 (生–卒)           | 在任時間       | 在任時間       | 備註 |
| ---- | ---- | ---------------------- | -------------- | -------------- | ---- |
| 1    |      | 近藤久次郎 (1858–1926) | 1896年8月5日   | 1924年12月23日 |      |
| 2    |      | 寺本貞吉 (？–？)       | 1924年12月23日 | 1932年3月30日  |      |
| 3    |      | 西村傳三 (1893–1969)   | 1932年3月30日  | 1938年8月4日   |      |

### 台灣總督府氣象台長
| 任次 | 肖像 | 姓名 (生–卒)         | 在任時間     | 在任時間       | 備註 |
| ---- | ---- | -------------------- | ------------ | -------------- | ---- |
| 1    |      | 西村傳三 (1893–1969) | 1938年8月4日 | 1945年10月25日 |      |

## 建築特色

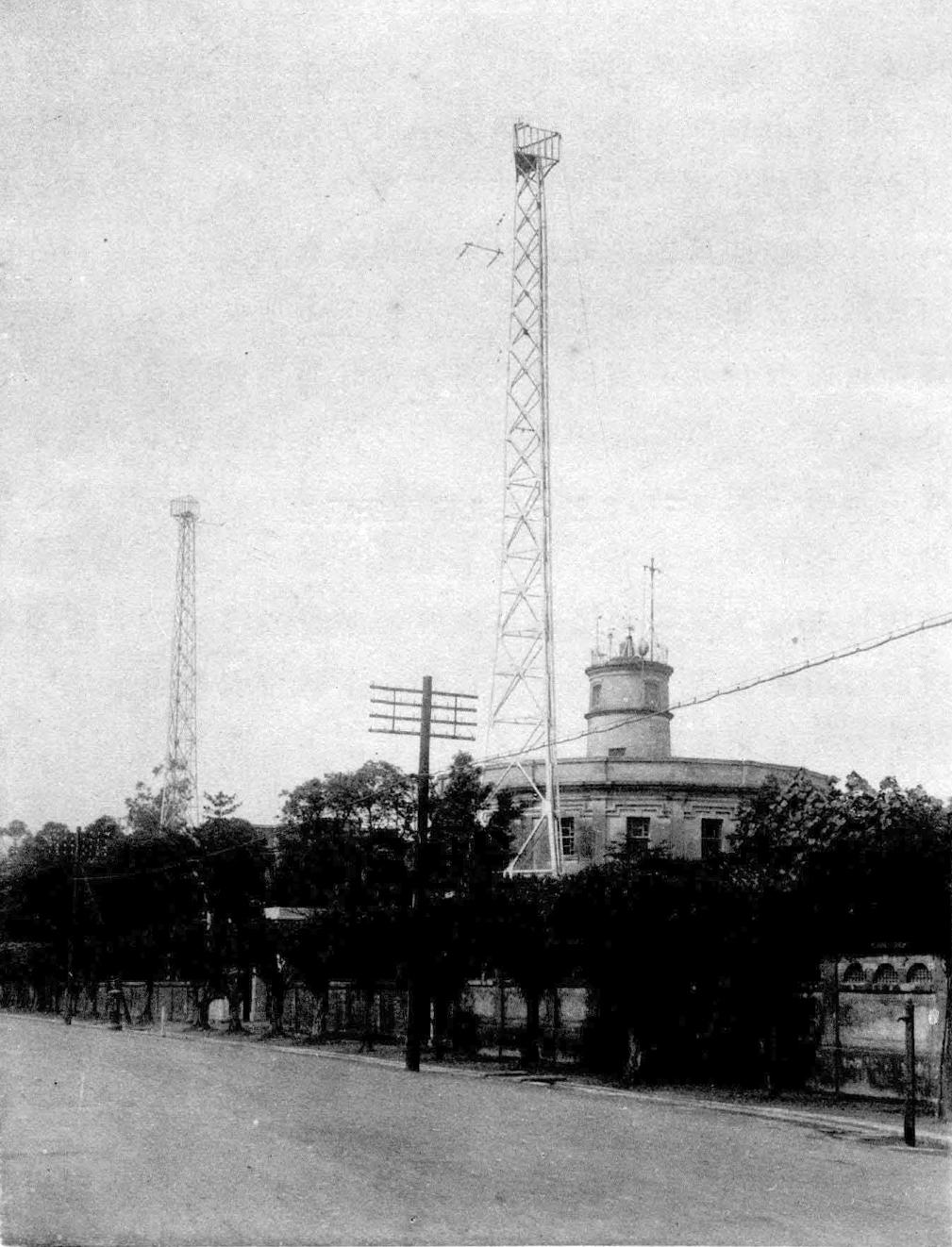
台北測候所

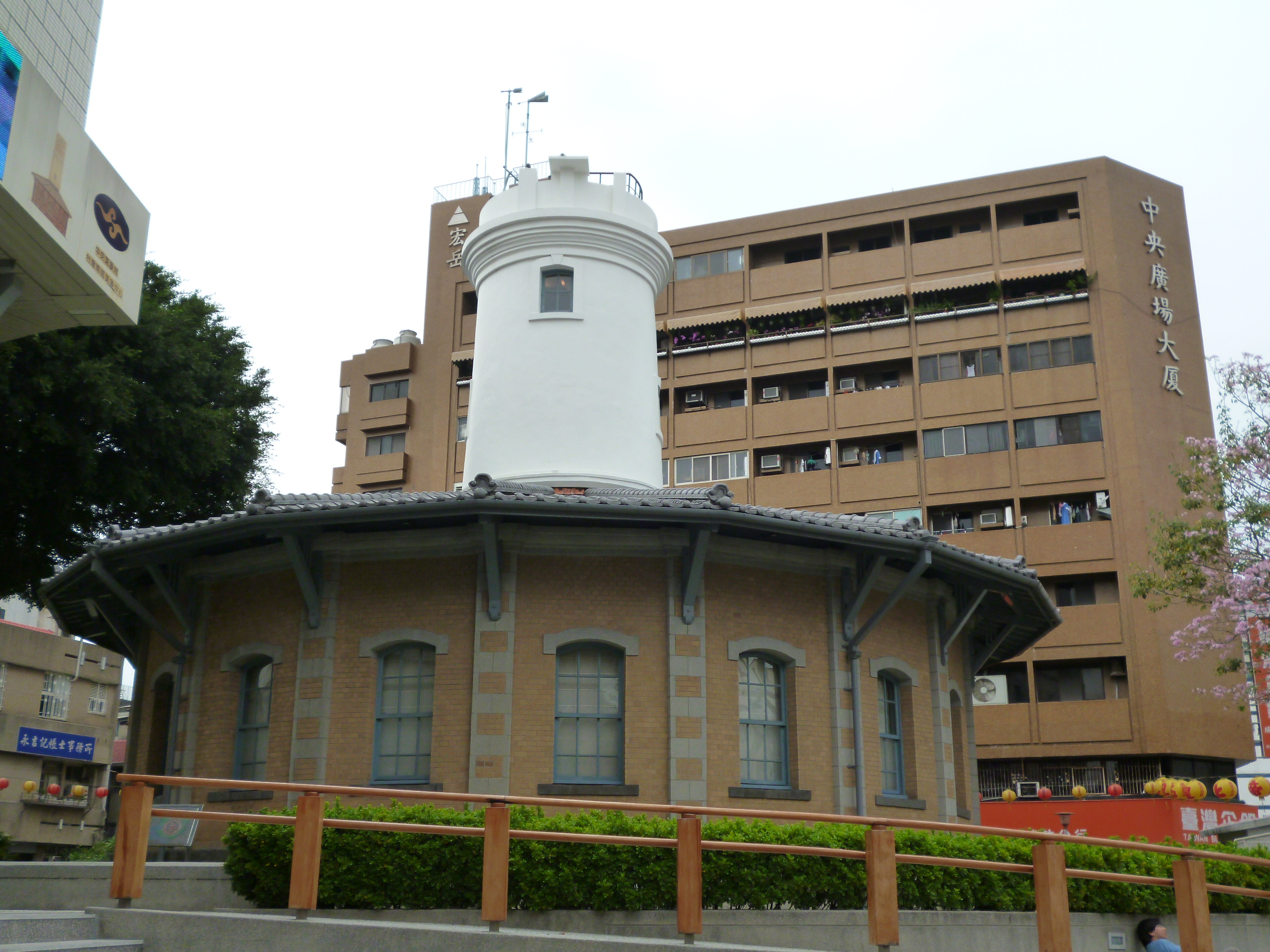
台南測候所

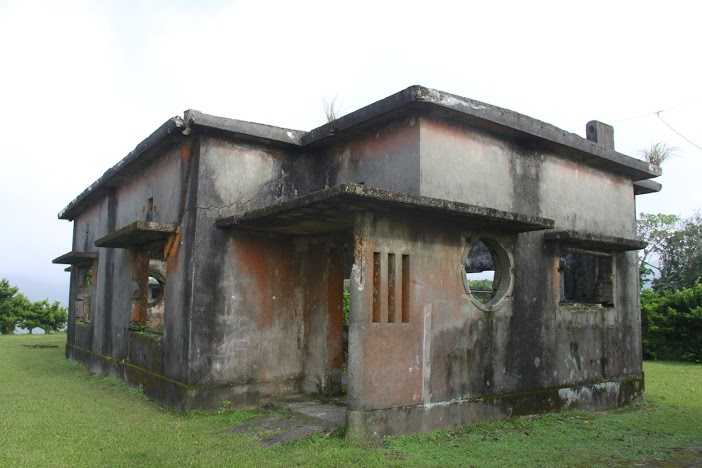
紅頭嶼測候所

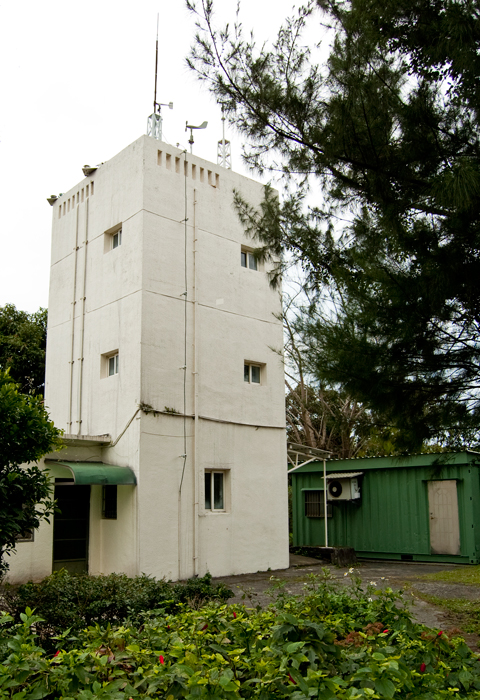
淡水飛行場出張所

大部分的測候所為辦公廳舍與風力塔合而為一的形式，其他則是獨立設置風力塔，或是僅裝設測風儀器。在初期所興建的台北、台南、澎湖測候所為圓形的風力塔建築，中央上部為風力塔，下方為辦公廳舍，其形式特別，今僅存台南測候所。

## 列表
| 名稱               | 建成年代 | 位置                   | 現況                                                                       |
| ------------------ | -------- | ---------------------- | -------------------------------------------------------------------------- |
| 台灣總督府氣象台   | 1897年   | 台北州台北市文武町     | 已拆除重建，現為中央氣象局                                                 |
| 宜蘭測候所         | 1935年   | 台北州宜蘭郡宜蘭市     | 已拆除重建                                                                 |
| 彭佳嶼測候所       | 1935年   | 台北州基隆市彭佳嶼     | 主體仍保留                                                                 |
| 新竹測候所         | 1937年   | 新竹州新竹市           | 歷史建築，1991年遷往竹北                                                   |
| 臺中測候所         | 1901年   | 台中州台中市大正町     | 1954年拆除，遷往精武路                                                     |
| 臺南測候所         | 1898年   | 台南州台南市花園町     | 國定古蹟                                                                   |
| 新高山測候所       | 1943年   | 新高郡蕃地新高山       | 已拆除重建                                                                 |
| 阿里山測候所       | 1932年   | 台南州嘉義郡蕃地阿里山 | 縣定古蹟                                                                   |
| 高雄測候所         | 1931年   | 高雄州高雄市哨船町     | 使用原高雄英國領事館建物，前身為高雄海洋氣象觀測所                         |
| 恆春測候所         | 1901年   | 高雄州恆春郡恆春街     | 已拆除重建                                                                 |
| 澎湖測候所         | 1898年   | 澎湖廳馬公街           | 已拆除重建                                                                 |
| 臺東測候所         | 1901年   | 台東廳台東郡臺東街     | 已拆除重建                                                                 |
| 花蓮港測候所       | 1910年   | 花蓮港廳花蓮港市       | 原為1910年所建花蓮燈臺測候所，1921年改為花蓮港測候所，已拆除重建           |
| 紅頭嶼測候所       | 1940年   | 台東廳台東郡蕃地紅頭嶼 | 歷史建築                                                                   |
| 日月潭測候所       | 1941年   | 台中州新高郡魚池庄     | 風力塔仍保留                                                               |
| 新南測候所         | 1941年   | 高雄州高雄市新南群島   |                                                                            |
| 鞍部測候所         | 1943年   | 台北州七星郡北投街     | 已拆除重建                                                                 |
| 東沙島測候所       | 不詳     | 東沙島                 |                                                                            |
| 西沙島測候所       | 1944年   | 西沙島                 |                                                                            |
| 臺北飛行場出張所   | 1935年   | 台北州台北市           |                                                                            |
| 淡水飛行場出張所   | 1942年   | 台北州淡水郡淡水街     | 市定古蹟                                                                   |
| 台南飛行場出張所   | 1940年   | 台南州新豐郡永康庄     | 已拆除，原位於永寧庄的台南飛行場，此機場改為軍用後，遷至永康庄的台南飛行場 |
| 台中飛行場出張所   |          | 台中州大甲郡沙鹿街     |                                                                            |
| 宜蘭飛行場出張所   | 1940年   | 台北州宜蘭郡宜蘭市     | 歷史建築                                                                   |
| 臺東飛行場出張所   |          | 台東廳台東郡臺東街     |                                                                            |
| 花蓮港飛行場出張所 |          | 花蓮港廳花蓮郡研海庄   |                                                                            |
| 新港出張所         | 1940年   | 台東廳新港郡新港庄     | 部分改建                                                                   |
| 大屯出張所         | 1935年   | 台北州七星郡北投街     | 風力塔仍保留                                                               |
| 大武出張所         | 1940年   | 台東廳台東郡大武庄     | 部分改建                                                                   |
| 竹子湖事務所       | 1935年   | 台北州七星郡北投街     | 已拆除重建                                                                 |